# Claude Vincendeau
Claude Vincendeau, né le 21 décembre 1954 aux Herbiers (Vendée), est un ancien coureur cycliste professionnel français.

## Biographie
Claude Vincendeau, coureur de 1 mètre 75, licencié au Vélo-Club Herbretais, remporte 55 victoires en amateur entre 1969 et 1978 dont le Paris-Dreux 1976. Il passe ensuite professionnel en même temps que son ami vendéen de compétition, Jean-René Bernaudeau, dans les équipes Renault-Gitane (1978-1980), Puch-Wolber (1981), Wolber (1982-1983) et Système U (1984). Il participe par quatre fois au Tour de France, mais doit abandonner avant le terme de la compétition à trois occasions. On lui compte également deux participations au Tour d'Italie et une au Tour d'Espagne. Il intègre ensuite le club amateur de l'AC Bourg-sous-La-Roche (1985-1986). Il arrête le cyclisme après ça. Il exerce alors la profession de gérant immobilier aux Herbiers.

## Palmarès

### Palmarès amateur
- Amateur
  - 1969-1978 : 55 victoires
- 1974
  - Circuit de l'Èvre
- 1976
  - Paris-Dreux
  - 3e du Grand Prix de l'Équipe et du CV 19e
- 1977
  - Champion des Pays de la Loire
  - Champion de l'Atlantique-Anjou
  - 1reb étape du Ruban granitier breton
  - Circuit du Bocage vendéen
  - 2e étape des Trois Jours de Vendée
  - Circuit de l'Èvre
  - 2e de Nantes-Saint-Nazaire-Nantes
  - 2e du Grand Prix de Puy-l'Évêque

### Palmarès professionnel
- 1979
  - 3e du Grand Prix de la côte normande
- 1980
  - Grand Prix de Monaco
  - 2e du Grand Prix de la côte normande
  - 3e du Tour du Limousin
- 1984
  - 1re étape du Circuit de la Sarthe

## Résultats sur les grands tours

### Tour de France
4 participations
- 1981 : abandon (16e étape)
- 1982 : 89e
- 1983 : abandon (18e étape)
- 1984 : hors délai (3e étape)

### Tour d'Italie
2 participations
- 1980 : 73e
- 1983 : 75e

### Tour d'Espagne
1 participation
- 1982 : 36e